# Рождение Венеры (картина Кабанеля)
«Рождение Венеры» (фр. La Naissance de Vénus) — картина, написанная французским художником Александром Кабанелем (Alexandre Cabanel, 1823—1889) в 1863 году. Размер картины — 130 × 225 см.

## История и описание
Сюжет картины связан с известным эпизодом из классической мифологии, повествующем о рождении богини Афродиты (или Венеры), которая возникла обнажённой из морской пены. Использование мифологического сюжета давало возможность внести в картину элементы эротизма, не оскорбляя моральных принципов публики.
Впервые картина была представлена на Парижском салоне 1863 года и пользовалась там большим успехом — её называли «гвоздём экспозиции» этого салона. Более того, его неофициально прозвали «салоном Венер», поскольку на нём экспонировалось ещё несколько картин с изображением этой богини. Прямо с салона картина была приобретена императором Франции Наполеоном III для его личной коллекции.
В 1896 году картина была передана в Лувр. С 1881 года по 1923 год она находилась в Музее в Люксембургском саду, а затем, с 1923 года по 1978 год — опять в Лувре. В 1978 году картина была передана в Музей Орсе, где она и находится до сих пор.
В 1875 году Кабанель также написал уменьшенную версию картины «Рождение Венеры» (106 × 182,6 см), которая в настоящее время находится в коллекции Метрополитен-музея в Нью-Йорке.

## Отзывы
Писатель и критик Теофиль Готье следующим образом описывал Венеру, изображённую на картине Кабанеля:
Рождённая морем, она вот-вот станет [живой] женщиной. Невозможно представить ничего более свежего, юного, прекрасного, чем её голова, запрокинутая на вытянутую руку и прикрытая другой, согнутой. Это идеал грации: детской, очаровательной. Оригинальный текст (фр.)La fille des flots va devenir une femme. Il est impossible de rêver rien de plus frais, de plus jeune, de plus joli, que cette tête renversée sur le bras qui se replie. C’est l’idéal de la grâce enfantine et mignarde.
В то же время писатель Эмиль Золя писал:
Богиня, утопающая в молочном море, напоминает прелестную куртизанку, но сотворённую не из плоти и крови — это было бы вульгарно, — а сделанную из белого и розового марципана. Оригинальный текст (фр.)La déesse, noyée dans un fleuve de lait, a l'air d'une délicieuse lorette, non pas en chair et en os - cela semblerait indécent — mais en une sorte de pâte d'amande blanche et rose.